# Otón I de Meissen
Otón I de Weimar y Orlamünde (en alemán: Otto I. von Weimar; m. en 1067) fue un margrave de Meissen desde 1062 hasta su muerte. Fue el segundo margrave de la familia de los condes de Weimar y Orlamünde. 
Era el hijo menor de Guillermo III de Weimar y Oda, hija de Tietmaro de la Marca Sajona Oriental. Heredó Orlamünde de su padre en 1039 y Weimar de su hermano Guillermo en 1062. Igualmente, fue nombrado por el Enrique IV como sucesor de Guillermo en Meissen. Se convirtió en defensor de la catedral de Merseburgo en 1066.
Se casó con Adela, hija de Lamberto II de Lovaina, hijo de Lamberto I de Lovaina, antes de 1060. Tuvieron tres hijas:
- Oda, la mayor, se casó con Egberto II de Meissen
- Cunegunda, que se casó con Yaropluk, hijo de Iziaslav I de Kiev, luego con Kuno de Nordheim, y finalmente con Wiprecht de Groitzsch
- Adelaida, la menor, se casó sucesivamente con Adalberto II de Ballenstedt, y los condes palatinos Germán y Enrique.

Cuando murió, ella se casó con Dedo I de Lusacia, el padrastro de Otón.